# Elizabeth Rex
Elizabeth Rex è un film TV del 2003 diretto dalla regista Barbara Willis Sweete e tratto dall'omonima opera teatrale di Timothy Findley.